# Карабобо (футбольный клуб)
«Карабо́бо» (исп. Carabobo Fútbol Club) — венесуэльский футбольный клуб из города Валенсия.

## История
Клуб основан 26 февраля 1997 года. Его основной послужил другой местный клуб — «Валенсия». Эта команда в 1990-х годах находилась в глубоком игровом и финансовом кризисе. Тогда правительство штата приняло решение создать на основе «Валенсии» другую команду. Вложив собственные деньги и приведя коммерческих спонсоров в 1997 году родилась команда «Карабобо». Цвет формы был выбран бордовый. 
Домашние матчи проводит на стадионе «Мисаэль Дельгадо», вмещающем 10 000 зрителей. За свою историю клуб один раз побеждал в чемпионате Венесуэлы и дважды завоевывал национальный кубок. «Карабобо» по три раза принимал участие в розыгрыше Кубка Либертадорес и два раза в Южноамериканском кубке, но дальше первого раунда не проходил ни разу.

## Участие в южноамериканских кубках
- Кубок Либертадорес (6):
  - 2017, 2018, 2020
- Южноамериканский кубок (2):
  - Первый раунд — 2006, 2007, 2015
  - Второй раунд — 2004